# Vicolo e piazza dei Cavallari
Il vicolo e la piazza dei Cavallari sono uno spazio urbano contiguo nel centro storico di Firenze, situato senza sfondo in piazza dell'Olio, nell'isolato compreso tra via dei Pecori, via de' Vecchietti, piazza Santa Maria Maggiore e via de' Cerretani. 

## Storia e descrizione
Qui si trovava la chiesa di San Ruffillo (lungo il lato meridionale del vicolo dei Cavallari), una delle trentasei parrocchie della "cerchia antica" di Firenze. Anticamente la chiesa aveva l'ingresso in piazza dei Cavallari e l'altare maggiore rivolto ad est, ma nel 1620 l'orientamento venne invertito, con ingresso da piazza dell'Olio. Anticamente insistevano su questa piazzetta due vicoli poi accecati: uno sul lato settentrionale che si congiungeva, dopo aver girato ad angolo retto, col vicolo di Santa Maria Maggiore, e un secondo sul lato meridionale che portava nell'attuale via dei Pecori, all'altezza dell'incrocio con via dei Brunelleschi. Questi vicoli sono ancora intuibili nella piazzetta, guardando alla cubatura degli edifici che vi si affacciano, con i corpi di fabbrica separati da stretti passaggi chiusi solo ai piani inferiori.
Il nome dei "Cavallari" è attestato fin dal Cinquecento e probabilmente si riferiva ai corrieri o ai postiglioni del Comune che qui avevano le stalle. Dal secolo successivo tale tradizione fu confermata quando ebbe sede in San Ruffillo la Compagnia di Sant'Anna dei Palafrenieri. Dopo la soppressione del 1785, la chiesa venne ridotta ad abitazione privata, demolita nel 1823 e riconfigurata come palazzetto al tempo del Risanamento cittadino, verso il 1895.

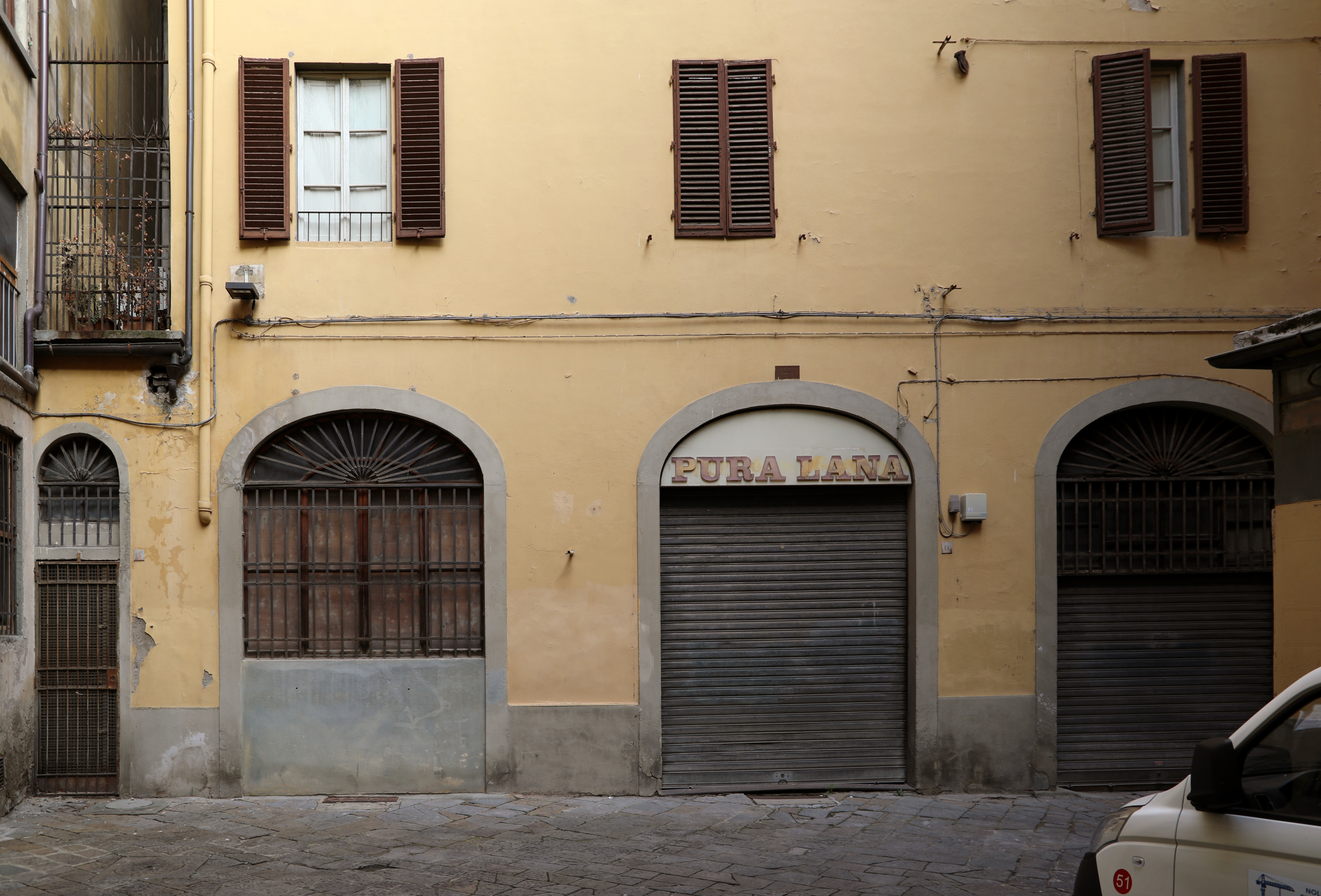
Aperture dove dovettero trovarsi le stalle dei "cavallari"
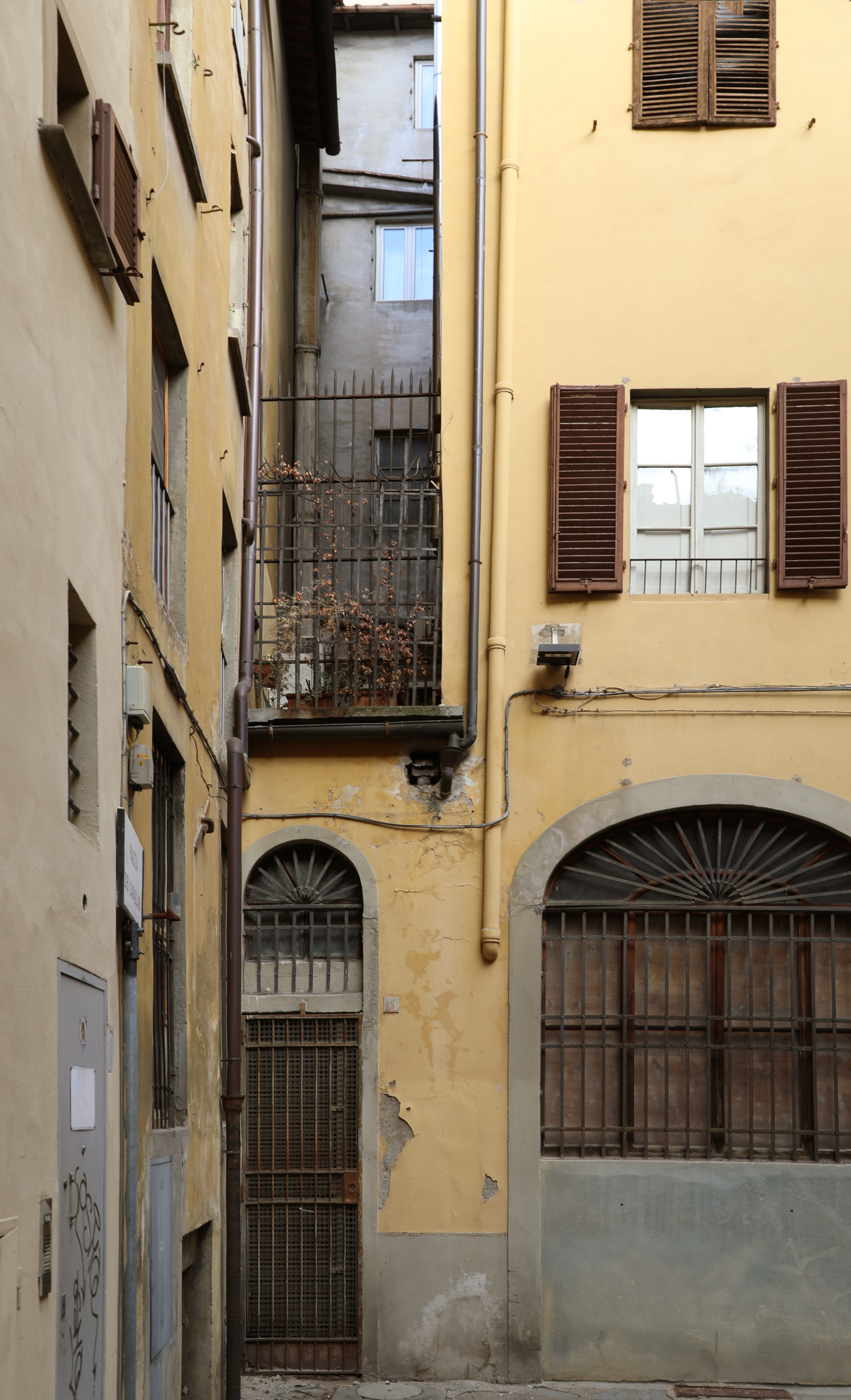
Tracce del vicolo che portava verso Santa Maria Maggiore
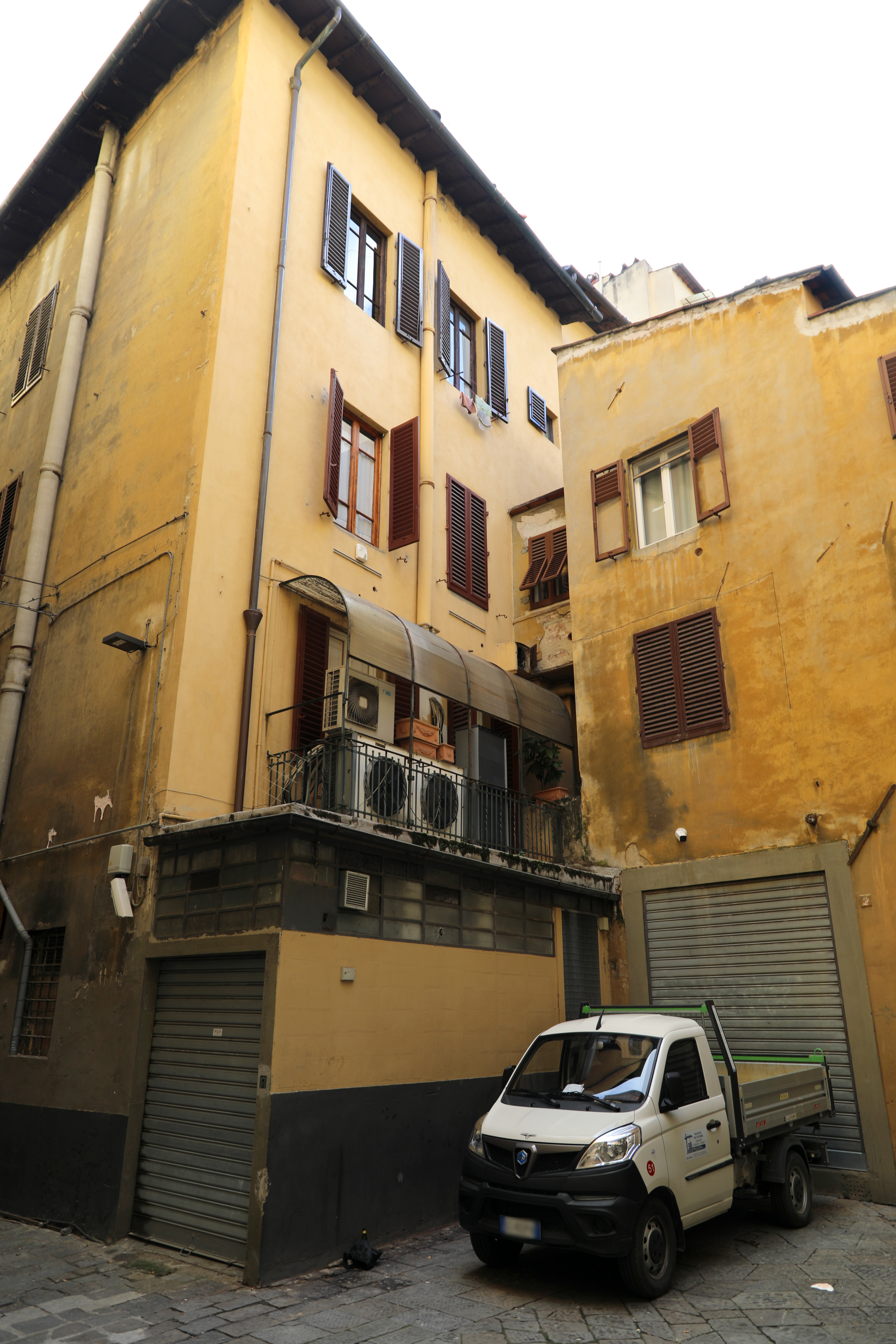
Tracce del vicolo tamponato verso via de' Pecori
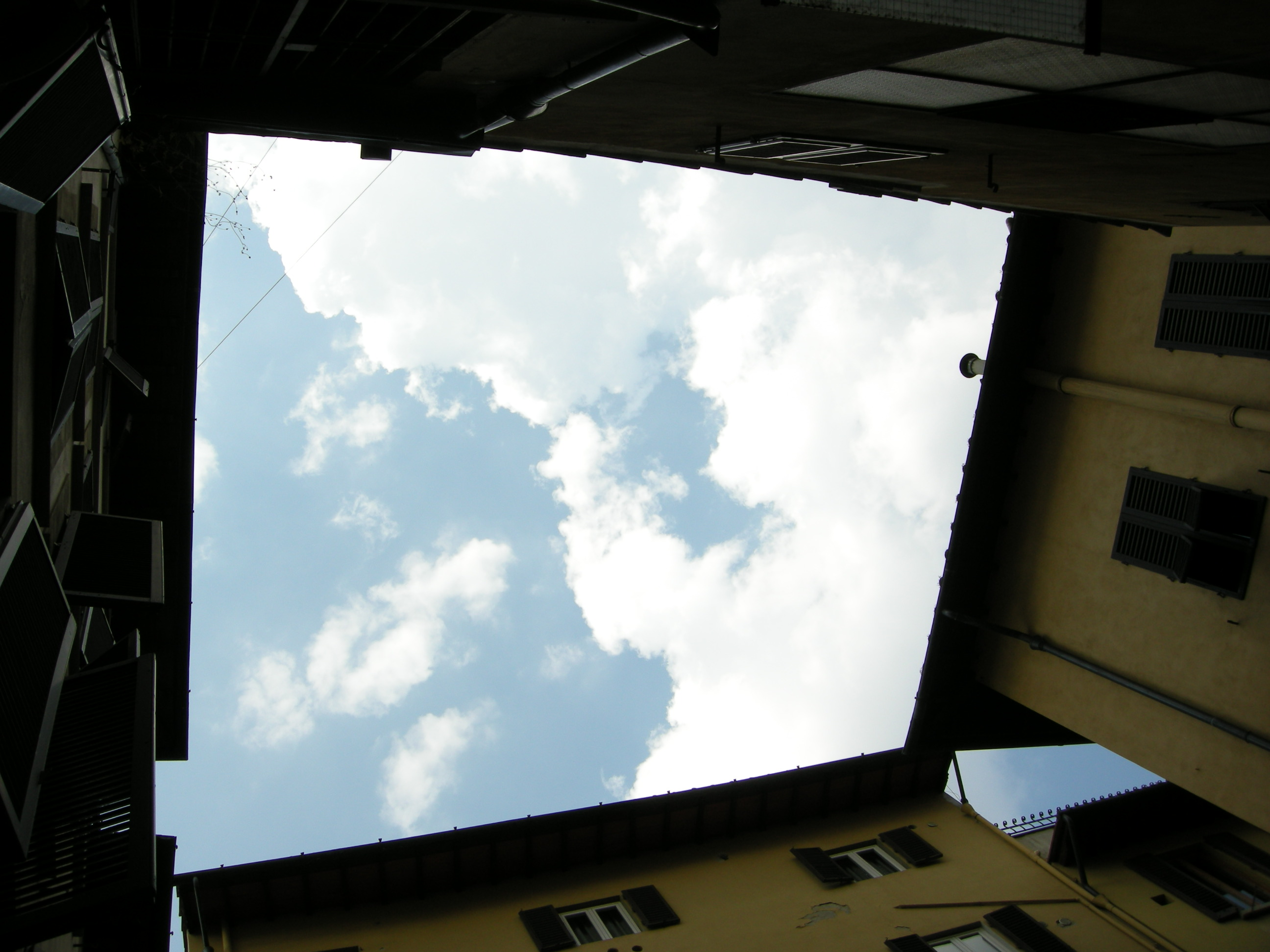
Tetti di piazza dei Cavallari

Nessun edificio di rilievo si affaccia sulla piazza, se non i muri laterali o posteriori degli edifici affacciati nelle strade contigue. All'angolo tra il vicolo e la piazza si trova tuttavia una lapide dei Signori Otto di Guardia e Balia, datata 1669.
| LI · SS · 8 · HANNO ⱣOIBITO IL GIOCO DI PALLOTTOLE PALLA, PILLOTTA, ALLA PIAZZA DELL'OLIO ENELL VICOLO, CHE CONDVCE ALLA PIAZZA DE CAVAL- LARI INCLVSIVE PENA DIS CVDI · 2 · DI CATTVRA COME P PARTE 2 APRILE 1669 |

Si tratta dell'unica lapide cittadina in cui i Signi Otto sono scritti con numero, e vieta qui e nella vicina piazza dell'Olio il gioco delle pallottole (le bocce), della palla e della "pelota".